# Hennebont
Hennebont település Franciaországban, Morbihan megyében. Lakosainak száma 15 831 fő (2022. január 1.). Hennebont Inzinzac-Lochrist, Languidic, Kervignac, Lanester és Caudan községekkel határos.

## Népesség
A település népességének változása:
| Lakosok száma | 11 799 | 12 963 | 13 624 | 14 174 | 15 765 | 15 489 | 15 678 | 16 062 | 15 873 | 15 831 |
|               | 1968   | 1982   | 1990   | 2006   | 2013   | 2015   | 2017   | 2019   | 2020   | 2022   |